# Antimo Palano
Antimo Palano (Oria, 28 febbraio 1948) è un fisico italiano.

## Carriera
È uno dei massimi esperti italiani ed internazionali di spettroscopia adronica e di fisica del gluonio.
Si è laureato in fisica a Bari nel 1972, ha partecipato all'esperimento WA76-OMEGA al CERN di Ginevra, di cui è stato anche spokesman, e partecipa all'esperimento BaBar, presso i laboratori di SLAC, alla Stanford University. Nel 2003 ha scoperto una nuova particella, la Ds0*(2317), inattesa risonanza costituita da un quark charm ed un quark strange. Nell'articolo in cui viene per la prima volta pubblicata l'osservazione della nuova particella, viene anche riportata l'indicazione di un possibile segnale di un'altra particella con una massa intorno ai 2460 MeV, la Ds1(2460), successivamente confermata dall'esperimento Belle, presso i laboratori di KEK, in Giappone.
Dal 2005 è professore ordinario di fisica all'Università degli Studi di Bari.